# Zamok (berg)
Zamok är ett berg i Antarktis. Det ligger i Östantarktis. Norge gör anspråk på området. Toppen på Zamok är 2 087 meter över havet, eller 86 meter över den omgivande terrängen. Bredden vid basen är 0,94 km.
Terrängen runt Zamok är varierad. Trakten är obefolkad. Det finns inga samhällen i närheten. 